# Pellaea calomelanos
Pellaea calomelanos är en kantbräkenväxtart som först beskrevs av Olof Peter Swartz, och fick sitt nu gällande namn av Link. Pellaea calomelanos ingår i släktet Pellaea och familjen Pteridaceae. Utöver nominatformen finns också underarten P. c. swynnertoniana.